# Portwise
PortWise var ett svenskt privatägt aktiebolag som grundades 2000 med en vision att vara ett ledande företag inom mobil IT-säkerhet. PortWise var en betydande aktör inom identifiering och säker applikationsåtkomst. Huvudkontoret låg i Kista. 
PortWise fanns representerat i drygt 100 länder. Bolaget var privatägt och de största ägarna var DFJ Esprit och SAAB Ventures.
Sedan augusti 2010 ingår PortWise som en del av Technology Nexus då Nexus förvärvade PortWise.